# The Man Versus the State

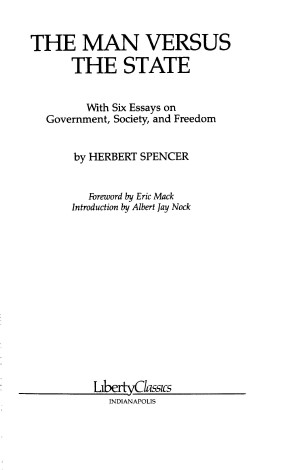
The Man Versus the State (1884), por Herbert Spencer.

The Man Versus the State (O Indivíduo Contra o Estado ou O Homem Contra o Estado) é um livro de Herbert Spencer, publicado em 1884 e que tem caráter evolucionista. O autor, adepto das teorias de Charles Darwin, e famoso pela frase "sobrevivência do mais apto", considera, em The Man Versus the State, o Estado como um obstáculo à evolução natural do processo orgânico do ser humano.

## Visão geral
Para Spencer, o Estado interfere nas atividades dos cidadãos com o intuito de impor suas limitações recíprocas, como uma proposta que se apresenta como meio de melhorar as coisas através da ruptura com condições fundamentais necessárias à vida.

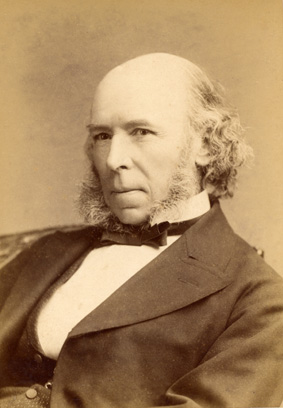
Spencer, teórico do evolucionismo e do liberalismo clássico, utilizou seu trabalho The Man Versus the State para criticar e apontar sistemas que ele considerava defeituosos em sua sociedade.

Além disso, o filósofo ataca Gladstone juntamente com o Partido Liberal do Reino Unido por eles terem falhado em sua missão (que deveria ser defender a liberdade pessoal, segundo Spencer) promovendo a legislação social paternalista. Spencer também denunciou a reforma agrária da Irlanda, a escolaridade obrigatória, as leis que regulam a segurança do trabalho, a proibição e a temperança de certas leis, as bibliotecas livres, o bem-estar e outros sitemas. Suas principais acusações foram as três seguintes: o uso dos poderes coercivos do Governo, dado o desânimo aos voluntários de auto-aperfeiçoamento, bem como o desrespeito às "leis da vida". As leis, segundo ele, que deveriam ser socialistas, podiam ser comparadas com a "escravatura" em termos de limitar a liberdade do ser humano. Spencer atacou com veemência o entusiasmo generalizado pela anexação de colônias e a expansão imperial, que ele subverteu como um progresso evolutivo previsível, de sociedades e Estados "militantes" para "industriais".